# Franz von Stengel (Oberamtmann)
Franz Freiherr von Stengel (* 4. Juni 1811 in Mannheim; † 7. September 1867 in Wertheim) war ein deutscher Verwaltungsbeamter.

## Leben
Franz von Stengel, Sohn des Oberhofrichters Joseph Gabriel von Stengel, studierte nach dem Besuch des Lyzeums in Mannheim und München von 1830 bis 1834 Rechtswissenschaften an der Ruprecht-Karls-Universität Heidelberg und der Ludwig-Maximilians-Universität München. 1831 wurde er Mitglied des Corps Suevia Heidelberg. Am 19. November 1831 gehörte er in Heidelberg zu den Stiftern des Corps Palatia II. Dort gehörten die badischen Revolutionäre Friedrich Hecker und Franz Joseph Reich zu seinen Koätanen. 1837 legte er die 1. Dienstprüfung ab. 1842 wurde er Assessor beim Oberamt Durlach, 1847 wechselte er zum Landamt Karlsruhe, wo er 1848 zum Amtmann ernannt wurde. 1850 wurde er zum Amtsvorstand des Bezirksamts Wertheim berufen und 1854 zum Oberamtmann befördert. Von 1866 bis zu seinem Tod 1867 war er Stadtdirektor von Wertheim.

## Auszeichnungen
- Ritterkreuz des Ordens vom Zähringer Löwen, 1859